# 埃及赫迪夫國
埃及赫迪夫國（阿拉伯語：الْخُدَيْوِيَّةُ الْمِصْرِيَّةُ；土耳其語：خدیویت مصر）是鄂圖曼崇高國下的自治附屬國，於1805年由穆罕默德·阿里王朝赫迪夫穆罕默德·阿里帕夏建立，並在1867年得到鄂圖曼崇高國的正式承認。1914年，埃及赫迪夫國脫離鄂圖曼崇高國的統治，建立埃及蘇丹國，成為了不列顛殖民帝國下的保護國。

## 歷史

### 背景

#### 鄂圖曼征服埃及
1517年，鄂圖曼崇高國征服馬穆魯克蘇丹國後，其領土成為了鄂圖曼崇高國埃及省，由鄂圖曼崇高國指派瓦利與蘇丹展開地方管理，在鄂圖曼崇高國政府的允許下，地方統治權大多持續由馬穆魯克所統治，馬穆魯克原是一支由切爾克斯-突厥人組成的軍隊，自13世紀以來一直掌握埃及地方政權。自鄂圖曼崇高國征服馬穆魯克後，除了鎮壓馬穆魯克的叛亂外，政府基本上較少介入埃及管理事務，直到1798年，埃及遠征，法蘭西第一共和國在拿破崙·波拿巴的領導下入侵埃及與敘利亞地區。

#### 拿破崙遠征埃及
1798年，拿破崙·波拿巴率軍入侵埃及與敘利亞，但因大不列顛王國與鄂圖曼崇高國的聯合進攻，導致征服行動受阻，加上由於督政府貪腐無能，民怨高漲，國內政局不穩，以及第二次反法同盟的組建，義大利北部與萊茵河戰線同時告急，使拿破崙不得不放棄遠征，並於1801年撤離埃及。

#### 穆罕默德·阿里王朝崛起
1801年至1805年間，埃及經歷了一場內戰，由於法蘭西的入侵，使埃及陷入了空位狀態，參戰方主要為埃及馬穆魯克、鄂圖曼崇高國以及鄂圖曼崇高國從魯米利亞派遣的阿爾巴尼亞正規軍，這支軍隊由穆罕默德·阿里帕夏指揮，主要目的是恢復帝國政府對埃及的統治權。
在擊敗法蘭西後，鄂圖曼崇高國任命科賈·侯斯瑞夫·穆罕默德帕夏為埃及省的新瓦利，並指派其消滅或囚禁倖存的埃及馬穆魯克貝伊。這些馬穆魯克貝伊中，有許多人被大不列顛王國釋放與大不列顛王國軍隊一起徹離埃及，另一些則被關押在上埃及與下埃及之間的明亞地區。
在這場混亂中，科賈·侯斯瑞夫·穆罕默德帕夏試圖在未支付薪資的情況下解散他的阿爾巴尼亞正規軍，導致士兵暴動，迫使其逃離開羅。在隨後的動盪中，鄂圖曼崇高國派遣穆罕默德·阿里帕夏前往埃及協助鎮壓暴動。
然而，穆罕默德·阿里在抵達埃及後，奪取了埃及的控制權，自稱瓦利，並迅速鞏固了獨立的地方權力。鄂圖曼崇高國多次試圖將其驅逐或暗殺均以失敗告終，最終在1805年正式承認穆罕默德·阿里為埃及瓦利。但在隨後建立穆罕默德·阿里王朝，自封為埃及赫迪夫，統治自稱但未被承認的埃及赫迪夫國。他於1811年謀殺了剩餘的馬穆魯克貝伊，徹底鞏固了對埃及的控制。由於其對軍事、農業、經濟和文化領域推行的重大改革，他被視為現代埃及的奠基者。

#### 穆罕默德·阿里的統治

##### 改革埃及
自1808年開始，穆罕默德·阿里在開羅完成了土地改革運動，將所有屬於私人的土地收歸國有，並強迫私人接受給予其微薄的補償金。通過這種革命性的土地國有化方式，穆罕默德·阿里成為土地的所有者。這種不公正的措施讓埃及上層人無可奈何，無力抗爭。
穆罕默德·阿里還試圖按照歐洲模式重組埃及軍隊，但此舉在開羅引發了一場大規模的叛變。穆罕默德·阿里的生命受到威脅，夜間被迫逃往城堡避難，而叛亂士兵則攻佔開羅，進行了大量掠奪行為。最終，通過向叛亂首領贈送禮物平息了騷亂，穆罕默德·阿里還命令國庫部門補償在這次動亂中受害的民眾。由於這場叛亂，「新制」（Nizam-i Cedid）的軍隊改革計劃展開。
當易卜拉欣帕夏忙於第二次阿拉伯戰役時，穆罕默德·阿里將注意力轉向加強埃及的經濟。穆罕默德·阿里對國內主要產品實行國家壟斷，並設立工廠。1819年，由於舊運河早已荒廢，人們迫切需要在亞歷山大港和尼羅河之間建立一條安全的航道，於是穆罕默德·阿里開始修建一條通往亞歷山大港的新運河，名為馬赫穆迪亞運河，使埃及在經濟交通上得到了極大改善。埃及經濟改革的另一個顯著事例是自1822年開始，在尼羅河三角洲地區發展棉花種植。這些棉花由馬霍·貝伊（Maho Bey）從鄂圖曼蘇丹地區引入，在短暫的幾年內，穆罕默德·阿里通過棉花產業獲得了可觀的收入。
此外，穆罕默德·阿里致力於推動教育和醫學的研究改革。對於依賴出口的歐洲商人，穆罕默德·阿里表現出極大善意。在穆罕默德·阿里的影響下，亞歷山大港重新崛起為重要的商業港口。同時，在穆罕默德·阿里的鼓勵下，經由埃及的歐洲與亞洲之間的貨物陸路轉運得以恢復。

##### 擴張領土
1820年，穆罕默德·阿里下令征服鄂圖曼的黎波里塔尼亞。首先於2月派遣一支遠征隊向西推進，征服並吞併了錫瓦綠洲（今埃及阿拉伯共和國馬特魯省錫瓦）。此外，穆罕默德·阿里對蘇丹地區的計劃是向南擴展統治範圍，控制往來紅海的商隊重要貿易路線，並奪取森納爾的豐富金礦。
遠征的軍隊由穆罕默德·阿里最小的兒子伊斯梅爾·卡米爾率領，兵力約在4000至5000人之間，包括阿爾巴尼亞人、土耳其人和埃及人。軍隊於1820年7月從開羅出發。努比亞地區的森納爾豐吉蘇丹國未經戰鬥便直接投降，南方的沙吉亞部落聯盟被擊敗，殘餘的馬穆魯克勢力被驅散，森納爾蘇丹在這樣的情況下被征服。
隨後，穆罕默德·阿里派遣另一支同等規模的軍隊，由穆罕默德·貝伊率領，進攻科爾多凡，結果與之前相似，但這次經歷了一場激烈的戰鬥。1822年10月，伊斯梅爾·卡米爾和他的隨行人員被申迪的馬克尼姆爾活活燒死。
隨著埃及的征服，喀土穆得以建立發展，在隨後的數年間，埃及的統治大幅擴張，並控制了紅海沿岸的薩瓦金和馬薩瓦。

##### 希臘戰役
穆罕默德·阿里很清楚，其辛苦建立的帝國隨時可能需要用武力來守護，特別是面對他的宗主鄂圖曼崇高國的蘇丹馬哈茂德二世。馬哈茂德二世自上臺後一直在想方設法壓制那些過於有野心的附屬國，而他手下的大臣中有些人，比如曾在1803年被羞辱的大維齊爾科賈·侯斯瑞夫·穆罕默德帕夏，對穆罕默德·阿里更是懷恨在心。
馬哈茂德二世也開始學習西方的改革，然而穆罕默德·阿里則更早看到了歐洲軍事方式的優勢。穆罕默德·阿里決定先發制人，不僅為了自保，也是為了實現自己更大的抱負。穆罕默德·阿里開始建立按照歐洲模式訓練的艦隊和軍隊。早在1821年希臘獨立戰爭之前，他已經投入了大量精力訓練埃及當地軍官和技工，還請來了法蘭西的教官指導。到了1829年，穆罕默德·阿里終於在亞歷山大港建造了船塢，可以自己建造和武裝軍艦。此外，1823年，穆罕默德·阿里完成了軍隊改革，把那些不穩定的土耳其和阿爾巴尼亞士兵換成了蘇丹人和埃及農民兵。新軍的實力在同年平息開羅的阿爾巴尼亞叛亂時得到了證明，六支訓練有素的蘇丹部隊迅速鎮壓了動亂，從此穆罕默德·阿里再也不用擔心軍隊叛亂。
這些努力很快就有了回報。蘇丹馬哈茂德二世邀請其幫忙鎮壓希臘叛亂，並承諾作為回報，將摩里亞和黎凡特的領地賞給他。其實，早在1821年，穆罕默德·阿里就已經被任命為克里特島的瓦利，並帶著一小支埃及軍隊占領了那裡。1824年秋，他派出由60艘戰艦和17000名訓練有素的士兵組成的艦隊，集中在蘇達灣。次年3月，由他的兒子易卜拉帕夏欣率領部隊在摩里亞登陸。
穆罕默德·阿里的海軍優勢讓希臘人失去了對愛琴海的控制，而這對叛亂的成敗至關重要。在陸地戰場上，希臘叛軍原本擊敗了鄂圖曼軍，但在易卜拉欣帕夏訓練有素的部隊面前終於遇到了強硬的對手。至於後來發生的納瓦里諾海戰和希臘獨立，這是另一個故事。但最終，埃及軍隊從摩里亞撤出，是因為聯合王國海軍上將愛德華·科德林頓於1828年8月率領艦隊出現在亞歷山大港，威脅要轟炸該港。穆罕默德·阿里在壓力下簽署了協議，撤回了易卜拉欣帕夏的部隊。很多人認為，如果不是歐洲列強的干涉，鄂圖曼可能真的會打敗希臘叛軍。

##### 對土戰爭
雖然穆罕默德·阿里起初只被授予埃及瓦利的頭銜，但在統治早期就自稱為「赫迪夫」。鄂圖曼政府對此雖感到不滿，但並未立即採取行動，直到1831年穆罕默德·阿里入侵鄂圖曼敘利亞。當初，蘇丹馬哈茂德二世曾承諾在希臘獨立戰爭期間，由於穆罕默德·阿里的協助，戰後會將敘利亞的瓦利職位授予他，但最終這個承諾並未兌現。在戰爭初期，穆罕默德·阿里的軍隊很快佔領了耶路撒冷、大馬士革及阿勒坡等重鎮，並朝北向庫塔雅挺進，這導致了鄂圖曼崇高國與聯合王國組成聯軍，在1839年發動反擊。1840年，聯合王國轟炸貝魯特，一支聯軍登陸並攻占了阿卡。埃及軍隊被迫撤回本土，而敘利亞再次回歸為鄂圖曼的省份。
根據1840年的《倫敦公約》，穆罕默德·阿里放棄了所有征服的土地，只保留蘇丹地區作為領地，作為回報，他獲得了蘇丹地區的世襲統治權。

##### 穆罕默德·阿里逝世
到了1848年，穆罕默德·阿里年事已高，甚至有些癡呆。他那患有肺結核的兒子易卜拉欣帕夏因此要求接任穆罕默德·阿里。鄂圖曼蘇丹同意了這一要求，將穆罕默德·阿里從權力中移除。然而，易卜拉欣帕夏幾個月後因病去世，反而比他的父親早一步離世，而穆罕默德·阿里則在1849年去世。
易卜拉欣去世後，他的侄子阿拔斯一世繼位，卻推翻了穆罕默德·阿里的許多改革措施。1854年，阿巴斯被兩名奴隸刺殺身亡，穆罕默德·阿里的第四子賽義德繼任。賽義德恢復了他父親的部分政策，但整體統治表現平平。
後來，伊斯梅爾帕夏繼位，他把行政和上層階級的官方語言從土耳其語改為阿拉伯語，進一步減少了土耳其在埃及的影響，並推動了埃及的現代化和更大的獨立性。

### 東非擴張與正式承認
19世紀初期，埃及多次嘗試完全控制尼羅河，進而掌控非洲之角，這是一條進入阿拉伯半島南部的重要路線。然而，他們多次試圖佔領博戈斯/哈馬西恩地區時，都被當時的埃塞俄比亞帝國皇帝特沃德羅斯二世成功擊退。
賽義德統治僅九年後去世，他的侄子伊斯梅爾（穆罕默德·阿里的另一位孫子）繼位為瓦利。1866年，埃及占領了哈勒爾酋長國。1867年，鄂圖曼蘇丹正式承認伊斯梅爾使用「赫迪夫」的頭銜，承認了伊斯梅爾維赫迪夫國的統治者。1874年，伊斯梅爾帕夏下令派遣軍艦巡邏塔朱拉，隨後建立了從澤拉到柏培拉的赫迪夫統治區（赫迪夫索馬里海岸），維持了十年之久。

### 埃塞俄比亞戰爭
伊斯梅爾預想著將他的領土擴展到整個尼羅河流域的源頭，甚至延伸到整個非洲紅海沿岸。這個野心，加上關於該地區富有原材料和肥沃土地的傳言，促使他制定入侵由約翰尼斯四世統治的埃塞俄比亞帝國的擴張政策。
1865年，鄂圖曼高門將哈貝什省割讓給伊斯梅爾，其中包括紅海沿岸的兩個主要城市馬薩瓦和薩瓦金。這片與埃塞俄比亞接壤的領土最初僅是一條沿海地帶，但後來逐步向內陸擴張，進入了由埃塞俄比亞皇帝控制的地區。伊斯梅爾佔領了最初由奧斯曼人在16世紀建立哈貝什省時聲稱的領地。
為了促進經濟發展，伊斯梅爾啟動了一系列新計劃，例如在巴爾卡三角洲建立大型棉花種植園。1872年，博戈斯地區（包括克倫市）被新成立的「東蘇丹與紅海沿岸省」的瓦利沃納·蒙辛格帕夏佔領。同年10月，伊斯梅爾的軍隊試圖佔領哈馬西恩，該地當時是埃塞俄比亞皇帝的屬地，結果在古德特戰役中慘敗。
1876年3月，伊斯梅爾的軍隊再次發動攻擊，但在古拉戰役中再次被約翰內斯四世的軍隊擊敗，損失慘重。伊斯梅爾的兒子哈桑帕夏被埃塞俄比亞人俘虜，直到支付了巨額贖金後才被釋放。隨後，兩國進入了長期的冷戰狀態，直到1884年簽訂《休伊特條約》才結束，博戈斯地區被歸還給埃塞俄比亞。不久後，伊斯梅爾和蒙辛格帕夏創建的紅海省被義大利王國接管。

### 不列顛入侵
1882年，由於對反對歐洲控制的聲浪不斷增加，埃及本地的顯貴階層間出現了日益緊張的局勢，其中最具威脅的是來自軍隊的反抗。1881年9月，一場大規模的軍事示威迫使赫迪夫陶菲克帕夏罷黜了他的首相。1882年4月，法蘭西]和不列顛派遣軍艦駛往亞歷山大港，以支持赫迪夫在動盪的政治環境中穩住局勢，這引發了全國範圍內對入侵的恐慌。到6月，埃及的控制權落入反對歐洲統治的民族主義者手中。
不列顛海軍炮轟亞歷山大港對反抗勢力展開威嚇，並在1882年8月派遣遠征軍，分別從蘇伊士運河兩端登陸。9月，英軍在特爾艾爾凱比爾戰役中擊敗埃及軍隊，成功控制局勢，重新扶持陶菲克帕夏掌權。此次入侵的目的是恢復埃及的政治穩定，確保在赫迪夫領導下實施自1876年起的國際財務控制措施。
1882年，埃及頒布了《基本條例》，這被視為一部憲法，但其範圍非常有限。
不列顛的名義佔領在1914年11月5日隨著最後一任赫迪夫阿拔斯二世被罷黜而結束。同年12月19日，不列顛建立了埃及蘇丹國，並扶持海珊·卡米勒為蘇丹，徹底赫迪夫制度，埃及赫迪夫國徹底終結。

## 延伸閱讀
- Berridge, W. J. "Imperialist and Nationalist Voices in the Struggle for Egyptian independence, 1919–22." Journal of Imperial and Commonwealth History 42.3 (2014): 420–439.
- Botman, Selma. Egypt from Independence to Revolution, 1919–1952 (Syracuse UP, 1991).
- Cain, Peter J. "Character and imperialism: the British financial administration of Egypt, 1878–1914." Journal of imperial and Commonwealth history 34.2 (2006): 177–200.
- Cain, Peter J. "Character,'Ordered Liberty', and the Mission to Civilise: British Moral Justification of Empire, 1870–1914." Journal of Imperial and Commonwealth History 40.4 (2012): 557–578.
- Cole, Juan R.I. Colonialism and Revolution in the Middle East: The Social and Cultural Origins of Egypt's 'Urabi Revolt (Princeton UP, 1993.)
- Daly, M.W. The Cambridge History of Egypt Volume 2 Modern Egypt, from 1517 to the end of the twentieth century  (1998) pp 217–84 on 1879–1923. online
- Dunn, John P. Khedive Ismail's Army (2013)
- EzzelArab, AbdelAziz. "The experiment of Sharif Pasha's cabinet (1879): An inquiry into the historiography of Egypt's elite movement." International Journal of Middle East Studies 36.4 (2004): 561–589.
- Fahmy, Ziad.  "Media Capitalism: Colloquial Mass Culture and Nationalism in Egypt, 1908–1918", International Journal of Middle East Studies 42#1 (2010), 83–103.
- Goldberg, Ellis. "Peasants in Revolt – Egypt 1919", International Journal of Middle East Studies, Vol. 24 (1992), 261–80.
- Goldschmidt, Jr., Arthur, ed. Biographical Dictionary of Modern Egypt (Boulder, CO: Lynne Rienner, 1999).
- Goldschmidt, Jr., Arthur. ed. Historical Dictionary of Egypt (Scarecrow Press, 1994).
- Harrison, Robert T. Gladstone's Imperialism in Egypt: Techniques of Domination (1995).
- Hicks, Geoffrey. "Disraeli, Derby and the Suez Canal, 1875: some myths reassessed." History 97.326 (2012): 182–203.
- Hopkins, Anthony G. "The Victorians and Africa: a reconsideration of the occupation of Egypt, 1882." Journal of African History 27.2 (1986): 363–391.  [https://www.jstor.org/stable/181140 （页面存档备份，存于） online
- Hunter, F. Robert. "State‐society relations in nineteenth‐century Egypt: the years of transition, 1848–79." Middle Eastern Studies 36.3 (2000): 145–159.
- Hunter. F. Robert.  Egypt Under the Khedives: 1805–1879: From Household Government to Modern Bureaucracy (2nd ed. Cairo: American University in Cairo Press, 1999.)
- Langer, William, L. European Alliances and Alignments: 1871–1890 (2nd ed. 1956) pp 251–80. online
- Marlowe, John. Cromer in Egypt (Praeger, 1970.)
- Owen, Roger.  Lord Cromer: Victorian Imperialist, Edwardian Proconsul (Oxford UP, 2004.)
- Pinfari, Marco. "The Unmaking of a Patriot: Anti-Arab Prejudice in the British Attitude towards the Urabi Revolt (1882)." Arab Studies Quarterly 34.2 (2012): 92–108. online （页面存档备份，存于）
- Robinson, Ronald, and John Gallagher. Africa and the Victorians: The Climax of Imperialism (1961) pp 76–159. online （页面存档备份，存于）
- Sayyid-Marsot, Afaf Lutfi. Egypt and Cromer; a Study in Anglo-Egyptian Relations (Praeger, 1969).
- Scholch, Alexander.  Egypt for the Egyptians!: the Socio-Political Crisis in Egypt, 1878–1882 (London: Ithaca Press, 1981.)
- Shock, Maurice.  "Gladstone's Invasion of Egypt, 1882" History Today (June 1957) 7#6 pp 351–357.
- Tassin, Kristin Shawn. "Egyptian nationalism, 1882–1919: elite competition, transnational networks, empire, and independence" (PhD Dissertation, U of Texas, 2014.) online （页面存档备份，存于）; bibliography pp 269–92.
- Tignor, Robert L. Modernization and British colonial rule in Egypt, 1882–1914 (Princeton UP, 2015).
- Tucker, Judith E. Women in nineteenth-century Egypt (Cambridge UP, 1985).
- Ulrichsen, Kristian Coates. The First World War in the Middle East (Hurst, 2014).
- Walker, Dennis.  "Mustafa Kamil's Party: Islam, Pan-Islamism, and Nationalism", Islam in the Modern Age, Vol. 11 (1980), 230–9 and Vol. 12 (1981), 1–43

### 主要來源
- Cromer, Earl of. Modern Egypt (2 vol 1908) online free  1220pp
- Milner, Alfred. England in Egypt (London, 1892). online
- Amira Sonbol, ed. The Last Khedive of Egypt: Memoirs of Abbas Hilmi II (Reading, UK: Ithaca Press, 1998).